# Head-mounted display

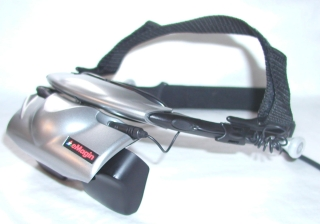
Un HMD binoculare

Un head-mounted display (in italiano schermo montato sulla testa), o HMD, è uno schermo montato sulla testa dello spettatore attraverso un casco ad hoc e può essere monoculare o binoculare.
Ad oggi viene usato in campo aeronautico o per allenamenti e simulazioni, ma sono in sviluppo progetti per un uso ludico, didattico educativo e in campo medico.

## Panoramica
Un HMD eye tracking con illuminatori a LED e telecamere per misurare i movimenti oculari
Un tipico HMD ha uno o due piccoli display, con lenti e specchi semitrasparenti incorporati in occhiali (chiamati anche occhiali per dati), una visiera o un casco. Le unità di visualizzazione sono miniaturizzate e possono includere tubi a raggi catodici (CRT), display a cristalli liquidi (LCD), cristalli liquidi su silicio (LCos) o diodi organici a emissione di luce (OLED). Alcuni fornitori utilizzano più micro-display per aumentare la risoluzione totale e il campo visivo.
Gli HMD differiscono nel fatto che possano visualizzare solo immagini generate al computer (CGI) o solo immagini dal vivo dal mondo fisico o una combinazione. La maggior parte degli HMD può visualizzare solo un'immagine generata dal computer, a volte indicata come immagine virtuale. Alcuni HMD possono consentire la sovrapposizione di un CGI alla visione del mondo reale. Questo è a volte indicato come realtà aumentata (AR) o realtà mista (MR). È possibile combinare la visione del mondo reale con la CGI proiettando la CGI attraverso uno specchio parzialmente riflettente e visualizzando direttamente il mondo reale. Questo metodo è spesso chiamato trasparenza ottica. La combinazione della visione del mondo reale con CGI può essere eseguita anche elettronicamente accettando il video da una telecamera e mixandolo elettronicamente con CGI.

## HMD ottico
Un display ottico montato sulla testa utilizza un miscelatore ottico costituito da specchi parzialmente argentati. Può riflettere immagini artificiali e lasciare che le immagini reali attraversino l'obiettivo e consentire a un utente di guardare attraverso di esso. Sono esistiti vari metodi per gli HMD trasparenti, la maggior parte dei quali può essere riassunta in due famiglie principali basate su specchi curvi o guide d'onda. Gli specchi curvi sono stati utilizzati da Laster Technologies e da Vuzix nel loro prodotto Star 1200. Vari metodi di guida d'onda esistono da anni. Questi includono l'ottica di diffrazione, l'ottica olografica, l'ottica polarizzata e l'ottica riflettente.

### Applicazioni
Le principali applicazioni HMD includono militari, governative (vigili del fuoco, polizia, ecc.) e civili-commerciali (medicina, videogiochi, sport, ecc.).

#### Aviazione e tattica, terra
Nel 1962, la Hughes Aircraft Company presentò l'Electrocular, un display monoculare compatto CRT (lungo 7") montato sulla testa che rifletteva un segnale televisivo nell'oculare trasparente. Gli HMD rinforzati sono sempre più essere integrati nelle cabine di pilotaggio dei moderni elicotteri e aerei da combattimento, che di solito sono completamente integrati con il casco volante del pilota e possono includere visiere protettive, dispositivi per la visione notturna e display di altra simbologia.
Militari, polizia e vigili del fuoco utilizzano HMD per visualizzare informazioni tattiche come mappe o dati di imaging termico durante la visualizzazione di una scena reale. Applicazioni recenti hanno incluso l'uso di HMD per i paracadutisti. Nel 2005, il Liteye HMD è stato introdotto per le truppe da combattimento di terra come un display leggero, robusto e impermeabile che si aggancia a un supporto per casco militare US PVS-14 standard. Il display a diodi organici a emissione di luce (OLED) monoculare a colori autonomo sostituisce il tubo NVG e si collega a un dispositivo di elaborazione mobile. Il LE ha la capacità di vedere attraverso e può essere utilizzato come HMD standard o per la realtà aumentata. Il design è ottimizzato per fornire dati ad alta definizione in tutte le condizioni di illuminazione, in modalità operativa coperta o trasparente. Il LE ha un basso consumo energetico, funzionando con quattro batterie AA per 35 ore o ricevendo alimentazione tramite connessione USB (Universal Serial Bus) standard.
La Defense Advanced Research Projects Agency (DARPA) continua a finanziare la ricerca negli HMD a realtà aumentata come parte del programma Persistent Close Air Support (PCAS). Vuzix sta attualmente lavorando a un sistema per PCAS che utilizzerà guide d'onda olografiche per produrre occhiali trasparenti per realtà aumentata spessi solo pochi millimetri.

#### Ingegneria
Ingegneri e scienziati utilizzano gli HMD per fornire viste stereoscopiche di schemi di progettazione assistita da computer (CAD). La realtà virtuale, se applicata all'ingegneria e al design, è un fattore chiave per l'integrazione dell'essere umano nel design. Consentendo agli ingegneri di interagire con i loro progetti in scala reale, i prodotti possono essere convalidati per problemi che potrebbero non essere stati visibili fino alla prototipazione fisica. L'uso di HMD per VR è visto come supplementare all'uso convenzionale di CAVE per la simulazione VR. Gli HMD sono utilizzati prevalentemente per l'interazione di una sola persona con il design, mentre i CAVE consentono sessioni di realtà virtuale più collaborative.
I sistemi Head Mounted Display sono utilizzati anche nella manutenzione di sistemi complessi, in quanto possono fornire a un tecnico una visione a raggi X simulata combinando grafica computerizzata come diagrammi di sistema e immagini con la visione naturale del tecnico (realtà aumentata o modificata).

#### Medicina e ricerca
Esistono anche applicazioni in chirurgia, in cui una combinazione di dati radiografici (tomografia computerizzata a raggi X (TAC) e risonanza magnetica (MRI)) viene combinata con la visione naturale dell'operazione da parte del chirurgo e l'anestesia, in cui il paziente e i suoi segni vitali sono sempre nel campo visivo dell'anestesista.
Le università di ricerca usano spesso gli HMD per condurre studi relativi a visione, equilibrio, cognizione e neuroscienze. A partire dal 2010, è stato studiato l'uso della misurazione predittiva del tracciamento visivo per identificare lievi lesioni cerebrali traumatiche. Nei test di tracciamento visivo, un'unità HMD con capacità di tracciamento oculare mostra un oggetto che si muove secondo uno schema regolare. Le persone senza lesioni cerebrali sono in grado di seguire l'oggetto in movimento con movimenti oculari fluidi e con una traiettoria corretta.

#### Giochi e video
Sono disponibili dispositivi HMD a basso costo per l'utilizzo con giochi 3D e applicazioni di intrattenimento. Uno dei primi HMD disponibili in commercio è stato il Forte VFX1, annunciato al Consumer Electronics Show (CES) nel 1994. Il VFX-1 aveva display stereoscopici, tracciamento della testa a 3 assi e cuffie stereo. Un altro pioniere in questo campo è stata Sony, che ha rilasciato il Glasstron nel 1997. Aveva come accessorio opzionale un sensore di posizione che permetteva all'utente di vedere l'ambiente circostante, con la prospettiva che si muoveva mentre la testa si muoveva, fornendo un profondo senso di immersione. Una nuova applicazione di questa tecnologia è stata nel gioco MechWarrior 2, che ha consentito agli utenti del Sony Glasstron o degli iGlasses di Virtual I/O di adottare una nuova prospettiva visiva dall'interno della cabina di pilotaggio del velivolo, utilizzando i propri occhi come visuale e vedendo il campo di battaglia attraverso la cabina di pilotaggio della propria imbarcazione.
Molte marche di occhiali video possono essere collegate alle moderne fotocamere video e DSLR, rendendole applicabili come monitor new age. Grazie alla capacità degli occhiali di bloccare la luce ambientale, registi e fotografi sono in grado di vedere presentazioni più chiare delle loro immagini dal vivo.
Oculus Rift è un display per la realtà virtuale (VR) montato sulla testa creato da Palmer Luckey che la società Oculus VR ha sviluppato per simulazioni di realtà virtuale e videogiochi. L'HTC Vive è un display per la realtà virtuale montato sulla testa. L'auricolare è prodotto da una collaborazione tra Valve e HTC, con la sua caratteristica distintiva che è il tracciamento di precisione su scala locale e controller di movimento ad alta precisione. PlayStation VR è un visore per realtà virtuale per console di gioco, dedicato a PlayStation 4. Windows Mixed Reality è una piattaforma sviluppata da Microsoft che include una vasta gamma di cuffie prodotte da HP, Samsung e altri ed è in grado di riprodurre la maggior parte dei giochi HTC Vive. Utilizza solo il tracciamento inside-out per i suoi controller.

#### Virtual cinema
Alcuni display montati sulla testa sono progettati per presentare contenuti video e cinematografici tradizionali in un cinema virtuale. Questi dispositivi in genere presentano un campo visivo (FOV) relativamente ristretto di 50–60°, che li rende meno coinvolgenti rispetto alle cuffie per realtà virtuale, ma offrono una risoluzione corrispondentemente più elevata in termini di pixel per grado. Rilasciato nel 2011, il Sony HMZ-T1 presentava una risoluzione di 1280x720 per occhio. Intorno al 2015, i prodotti di "cinema privato" basati su Android 5 (Lolipop) sono stati rilasciati utilizzando vari marchi come VRWorld, Magicsee, basato sul software di Nibiru. I prodotti rilasciati a partire dal 2020 con risoluzione 1920 × 1080 per occhio includevano Goovis G2 e Royole Moon. Era disponibile anche l'Avegant Glyph, che incorporava la proiezione retinica 720P per occhio, e il Cinera Prime, che presentava una risoluzione di 2560×1440 per occhio e un FOV di 66°. Il piuttosto grande Cinera Prime utilizzava un braccio di supporto standard o un supporto per la testa opzionale. Si prevedeva che fosse disponibile alla fine del 2021 Cinera Edge, con lo stesso FOV e la stessa risoluzione 2560 × 1440 per occhio del precedente modello Cinera Prime, ma con un fattore di forma molto più compatto. Altri prodotti disponibili nel 2021 sono stati il Cinemizer OLED, con risoluzione 870×500 per occhio, il VISIONHMD Bigeyes H1, con risoluzione 1280×720 per occhio, e il Dream Glass 4K, con risoluzione 1920x1080 per occhio. Tutti i prodotti qui menzionati incorporavano cuffie o auricolari audio ad eccezione di Goovis G2, Cinera Prime, VISIONHMD Bigeyes H1 e Dream Glass 4K, che invece offrivano un jack per cuffie audio.

#### Telecomando
Il volo con drone con visuale in prima persona (First Person View - FPV) utilizza display montati sulla testa che sono comunemente chiamati "occhiali FPV". Gli occhiali FPV analogici (come quelli prodotti da Fat Shark) sono comunemente usati per le corse di droni in quanto offrono la latenza video più bassa. Ma gli occhiali FPV digitali (come quelli prodotti da DJI) stanno diventando sempre più popolari grazie alla loro risoluzione video più elevata.
Dagli anni 2010, il volo con droni FPV è ampiamente utilizzato nella cinematografia aerea e nella fotografia aerea.

#### Sport
Un sistema HMD è stato sviluppato per i piloti di Formula Uno da Kopin Corp e dal BMW Group. L'HMD mostra i dati critici della gara consentendo al pilota di continuare a concentrarsi sulla pista mentre le squadre ai box controllano i dati e i messaggi inviati ai loro piloti tramite radio ricetrasmittente. Recon Instruments (un'azienda tecnologica canadese che produceva occhiali intelligenti e display indossabili chiusa nel 2017) ha rilasciato il 3 novembre 2011 due display montati sulla testa per occhiali da sci, MOD e MOD Live, quest'ultimo basato su un sistema operativo Android.

#### Addestramento e simulazione
Un'applicazione chiave per gli HMD è l'addestramento e la simulazione, che consentono di collocare virtualmente un tirocinante in una situazione che è troppo costosa o troppo pericolosa per essere replicata nella vita reale. L'addestramento con HMD copre un'ampia gamma di applicazioni dalla guida, saldatura e verniciatura a spruzzo, simulatori di volo e di veicoli, addestramento di soldati appiedati, addestramento di procedure mediche e altro ancora. Tuttavia, una serie di sintomi indesiderati sono stati causati dall'uso prolungato di alcuni tipi di display montati sulla testa e questi problemi devono essere risolti prima che sia possibile ottenere un addestramento e una simulazione ottimali.

## Parametri prestazionali
- Capacità di mostrare immagini stereoscopiche. Un HMD binoculare ha il potenziale per visualizzare un'immagine diversa a ciascun occhio. Questo può essere usato per mostrare immagini stereoscopiche. Va tenuto presente che il cosiddetto "Infinito ottico" è generalmente considerato dai chirurghi di volo e dagli esperti di display come circa 9 metri. Questa è la distanza alla quale, data la "linea di base" media del telemetro dell'occhio umano (distanza tra gli occhi o distanza interpupillare (IPD)) compresa tra 2,5 e 3 pollici (6 e 8 cm), l'angolo di un oggetto a quella distanza diventa essenzialmente lo stesso da ciascun occhio. A intervalli più piccoli la prospettiva da ciascun occhio è significativamente diversa e la spesa per generare due diversi canali visivi attraverso il sistema di immagini generate al computer (CGI) diventa utile.
- Distanza interpupillare (Interpupillary distance  - IPD)[32]. Questa è la distanza tra i due occhi, misurata alle pupille, ed è importante nella progettazione di display montati sulla testa.
- Campo visivo (Field of view - FOV)[33]. Gli esseri umani hanno un FOV di circa 180°, ma la maggior parte degli HMD offre molto meno di questo. In genere, un campo visivo più ampio si traduce in un maggiore senso di immersione e in una migliore consapevolezza della situazione. La maggior parte delle persone non ha una buona idea di come sarebbe un particolare FOV citato (ad esempio, 25°), quindi spesso i produttori citeranno una dimensione apparente dello schermo. La maggior parte delle persone si siede a circa 60 cm di distanza dai propri monitor e ha una buona sensazione delle dimensioni dello schermo a quella distanza. Per convertire le dimensioni apparenti dello schermo del produttore in una posizione del monitor desktop, dividi le dimensioni dello schermo per la distanza in piedi, quindi moltiplica per 2. Gli HMD di livello consumer offrono in genere un FOV di circa 110°.
- Risoluzione: gli HMD di solito menzionano il numero totale di pixel o il numero di pixel per grado. L'elenco del numero totale di pixel (ad esempio, 1600×1200 pixel per occhio) è preso in prestito dal modo in cui vengono presentate le specifiche dei monitor dei computer. Tuttavia, la densità dei pixel, solitamente specificata in pixel per grado o in minuti d'arco per pixel, viene utilizzata anche per determinare l'acuità visiva. 60 pixel/° (1 arcmin/pixel) è generalmente indicato come risoluzione limite dell'occhio, al di sopra della quale una maggiore risoluzione non viene notata da persone con una vista normale. Gli HMD in genere offrono da 10 a 20 pixel/°, anche se i progressi nei micro-display aiutano ad aumentare questo numero.
- Sovrapposizione binoculare[34]: misura l'area comune a entrambi gli occhi. La sovrapposizione binoculare è la base per il senso di profondità e stereo, consentendo agli esseri umani di percepire quali oggetti sono vicini e quali oggetti sono lontani. Gli esseri umani hanno una sovrapposizione binoculare di circa 100° (50° a sinistra del naso e 50° a destra). Maggiore è la sovrapposizione binoculare offerta da un HMD, maggiore è il senso dello stereo. La sovrapposizione è talvolta specificata in gradi (ad esempio, 74°) o come percentuale che indica quanto del campo visivo di ciascun occhio è comune all'altro occhio.
- Messa a fuoco distante (collimazione). I metodi ottici possono essere utilizzati per presentare le immagini a fuoco distante, il che sembra migliorare il realismo delle immagini che nel mondo reale sarebbero a distanza.
- Elaborazione e sistema operativo integrati. Alcuni fornitori di HMD offrono sistemi operativi integrati come Android, consentendo l'esecuzione locale delle applicazioni sull'HMD ed eliminando la necessità di essere collegati a un dispositivo esterno per generare video. Questi sono a volte indicati come occhiali intelligenti (smart goggles[35][36]). Per rendere la costruzione dell'HMD più leggera, i produttori possono spostare il sistema di elaborazione su un fattore di forma connesso alla collana intelligente che offrirebbe anche l'ulteriore vantaggio di un pacco batteria più grande. Tale soluzione consentirebbe di progettare HMD lite con una fornitura di energia sufficiente per ingressi video doppi o multiplexing basato sul tempo a frequenza più elevata.

## Supporto di formati video 3D

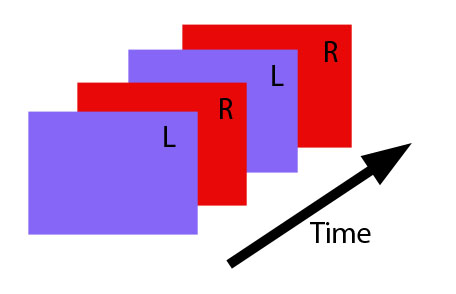
Frame sequential multiplexing

La percezione della profondità all'interno di un HMD richiede immagini diverse per l'occhio sinistro e destro. Esistono diversi modi per fornire queste immagini separate:
- Uso di doppi ingressi video, ottenendo così un segnale video completamente separato a ciascun occhio

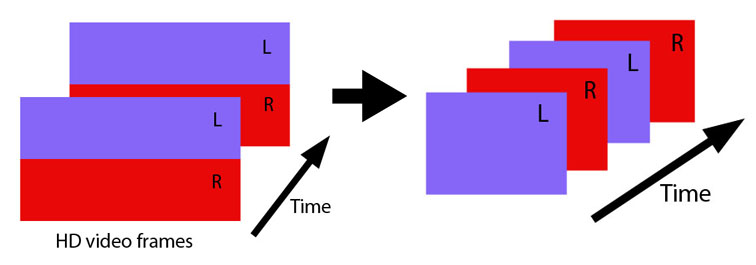
Multiplexing side-by-side e top-bottom

- Multiplexing basato sul tempo. Metodi come il frame sequential[37][38] combinano due segnali video separati in un unico segnale alternando le immagini sinistra e destra in frame successivi.
- Multiplexing affiancato o dall'alto in basso (side-by-side e top-bottom). Questo metodo ha assegnato metà dell'immagine all'occhio sinistro e l'altra metà all'occhio destro.

Il vantaggio dei doppi ingressi video è che fornisce la massima risoluzione per ogni immagine e il massimo frame rate per ogni occhio. Lo svantaggio dei doppi ingressi video è che richiede uscite video e cavi separati dal dispositivo che genera il contenuto.
Il multiplexing basato sul tempo conserva la piena risoluzione per ogni immagine, ma riduce della metà il frame rate. Ad esempio, se il segnale viene presentato a 60 Hz, ciascun occhio riceve solo aggiornamenti a 30 Hz. Questo potrebbe diventare un problema con la presentazione accurata di immagini in rapido movimento.
Il multiplexing side-by-side e top-bottom fornisce aggiornamenti a piena frequenza a ciascun occhio, ma riduce la risoluzione presentata a ciascun occhio. Molte trasmissioni 3D, come ESPN, hanno scelto di fornire il 3D side-by-side che risparmia la necessità di allocare una larghezza di banda di trasmissione aggiuntiva ed è più adatto all'azione sportiva frenetica rispetto ai metodi di multiplexing basati sul tempo.
Non tutti gli HMD forniscono la percezione della profondità. Alcuni moduli di fascia bassa sono essenzialmente dispositivi bioculari in cui entrambi gli occhi vengono presentati con la stessa immagine. I lettori video 3D a volte consentono la massima compatibilità con gli HMD fornendo all'utente la scelta del formato 3D da utilizzare.

## Periferiche
- Gli HMD più rudimentali proiettano semplicemente un'immagine o una simbologia sulla visiera o sul reticolo di chi li indossa. L'immagine non è legata al mondo reale, cioè l'immagine non cambia in base alla posizione della testa di chi la indossa.
- Gli HMD più sofisticati incorporano un sistema di posizionamento che tiene traccia della posizione e dell'angolazione della testa di chi li indossa, in modo che l'immagine o il simbolo visualizzato sia congruente con il mondo esterno utilizzando immagini trasparenti.
- Tracciamento della testa[40]: associazione delle immagini. I display montati sulla testa possono anche essere utilizzati con sensori di tracciamento che rilevano i cambiamenti di angolo e orientamento. Quando tali dati sono disponibili nel computer di sistema, possono essere utilizzati per generare le immagini generate al computer (CGI) appropriate per l'angolo di visuale in un determinato momento. Ciò consente all'utente di guardarsi intorno in un ambiente di realtà virtuale semplicemente muovendo la testa senza la necessità di un controller separato per modificare l'angolazione delle immagini. Nei sistemi basati sulla radio (rispetto ai cavi), chi lo indossa può muoversi entro i limiti di tracciamento del sistema.
- Tracciamento oculare[41][42]: gli eye tracker misurano il punto dello sguardo, consentendo a un computer di rilevare dove sta guardando l'utente. Queste informazioni sono utili in una varietà di contesti come la navigazione dell'interfaccia utente: rilevando lo sguardo dell'utente, un computer può modificare le informazioni visualizzate su uno schermo, portare all'attenzione ulteriori dettagli, ecc.
- Tracciamento della mano[43][44]: il tracciamento del movimento della mano dal punto di vista dell'HMD consente un'interazione naturale con i contenuti e un comodo meccanismo di gioco

## Galleria d'immagini

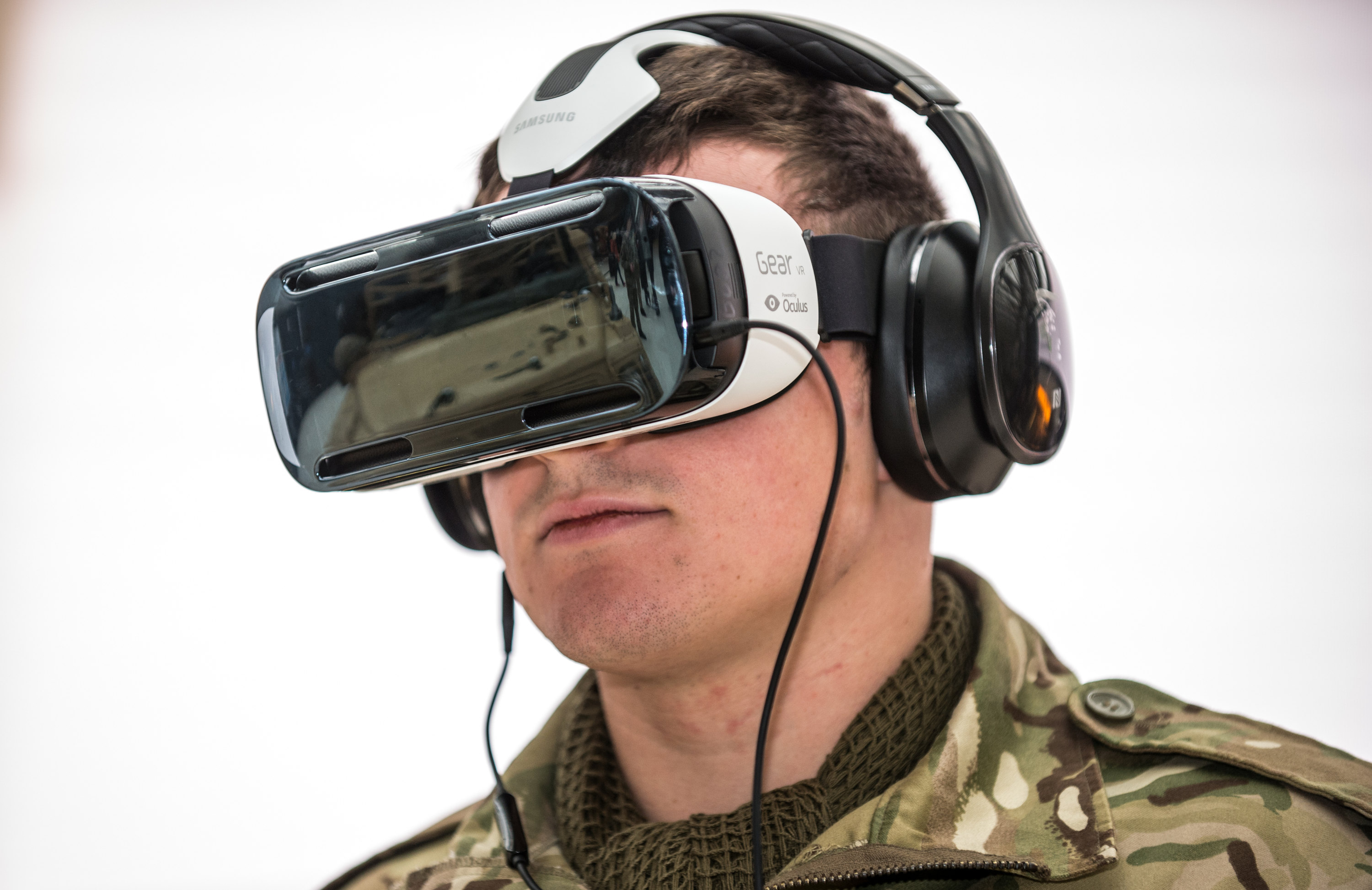
Un soldato del British Army Reserve mostra un visore per la realtà virtuale
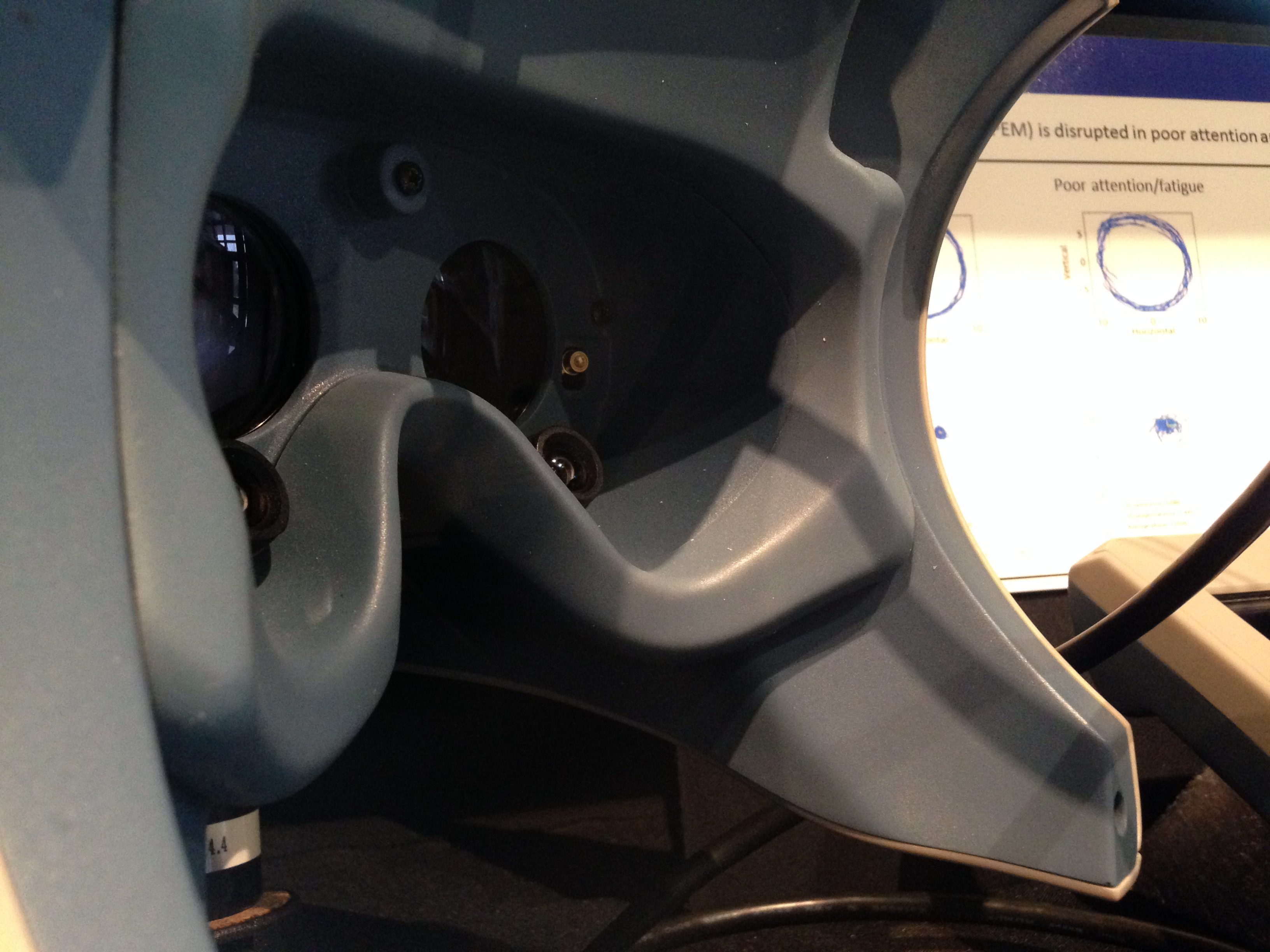
Un HMD eye tracking con illuminatori a LED e telecamere per misurare i movimenti oculari
Tecnico dell'attrezzatura di volo dell'aeronautica americana che testa un sistema di puntamento integrato montato sul casco Scorpion
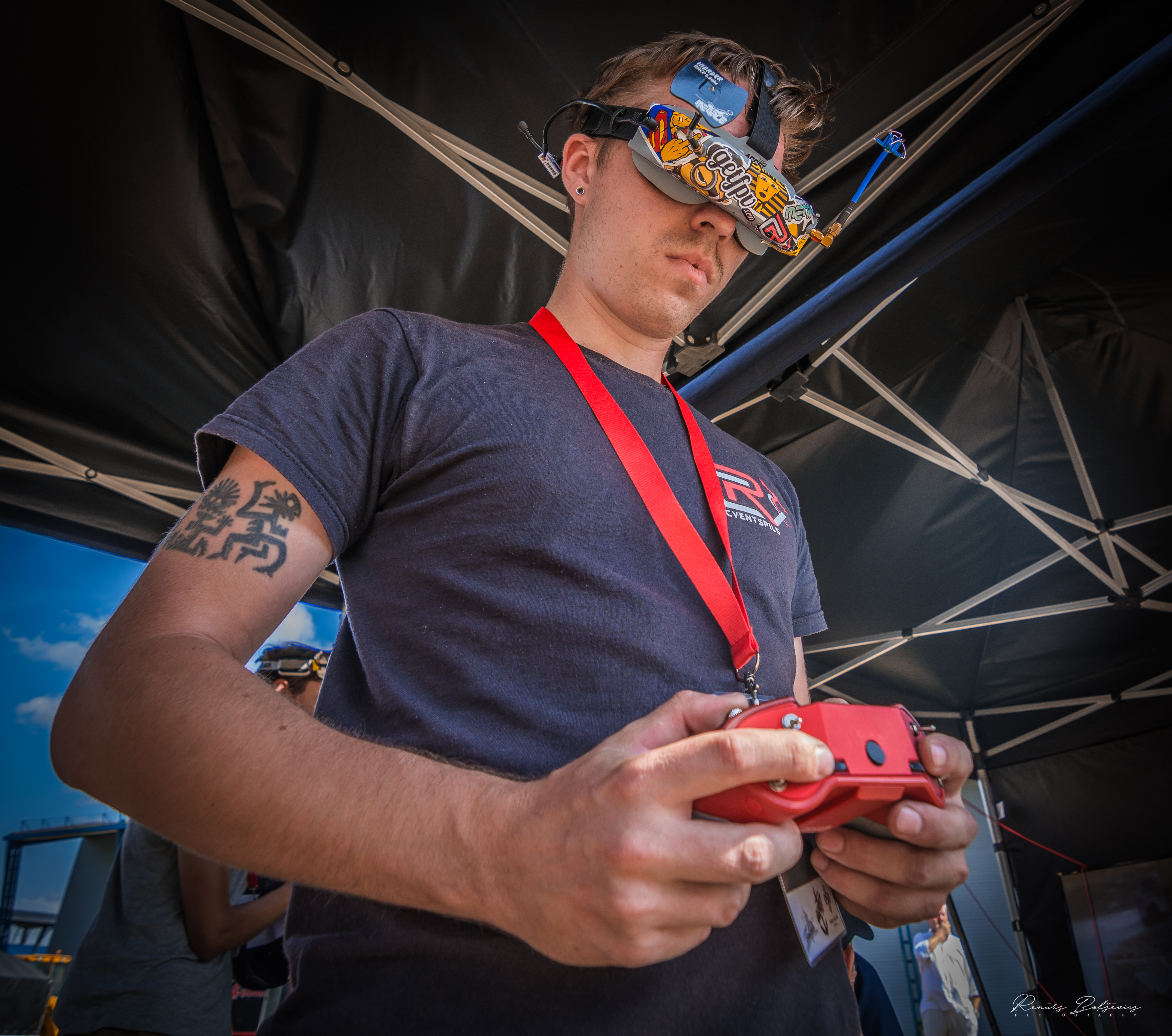
Pilota di droni che indossa occhiali FPV